# Alan Kane
Alan Kane (* 19. März 1948) ist ein ehemaliger kanadischer Stabhochspringer.
1970 gewann er Silber bei den British Commonwealth Games in Edinburgh. Bei den Panamerikanischen Spielen wurde er 1971 in Cali Sechster und 1975 in Mexiko-Stadt Fünfter.
1973 wurde er Kanadischer Meister. Seine persönliche Bestleistung von 5,12 m stellte er am 28. Mai 1972 in Westwood auf.